# Yoel Finol
Yoel Segundo Finol Rivas (ur. 21 września 1996 w Meridzie) – wenezuelski bokser kategorii muszej. W 2016 roku na letnich igrzyskach olimpijskich w Rio de Janeiro zdobył srebrny medal. 